# Кайназаров, Валихан Анарбайулы
Валихан Анарбайулы Кайназаров (каз. Уәлихан Анарбайұлы Қайназаров; 1 января 1959, Газалкент, Ташкентская область, Узбекская ССР) — казахстанский государственный деятель.

## Биография
Валихан Анарбайулы Кайназаров родился 1 января 1959 года в городе Газалкент Ташкентской области. По национальности казах.

### Образование
В 1981 году окончил Ленинградский горный институт по специальности «Инженер-металлург».

### Трудовая деятельность
После окончания института начал трудовую деятельность электролизником Таджикского алюминиевого завода в городе Турсунзаде Таджикской ССР.
С января 1983 по сентябрь 1984 года работал плавильщиком Чимкентского свинцового завода.
С сентября 1984 по июль 1985 года - секретарь комитета комсомола Чимкентского свинцового завода.
С июля 1985 по ноябрь 1986 года - первый секретарь Абайского райкома Ленинского коммунистического союза молодежи Казахстана в г. Чимкент.
С ноября 1986 по ноябрь 1990 года - первый секретарь Чимкентского обкома Ленинского коммунистического союза молодежи Казахстана.
С ноября 1990 по февраль 1993 года - директор МП «Рауан».
С февраля 1993 по декабрь 1997 года - директор МП «АдиК».
С декабря 1997 по январь 1998 года - помощник акима Южно-Казахстанской области.
С января 1998 по октябрь 1999 года - аким города Туркестан Южно-Казахстанской области.
С октября 1999 по январь 2002 года - директор ТОО «Шарапат».
С января по ноябрь 2002 года - директор ТОО «Бостан-1».
С ноября 2002 по январь 2005 года - заместитель начальника управления государственных закупок Южно-Казахстанской области.
С января 2005 по сентябрь 2007 года - аким Енбекшинского района г. Шымкента.
С сентября 2007 по март 2008 года - государственный инспектор Администрации Президента Республики Казахстан.
С марта 2008 по апрель 2010 года - заместитель акима Южно-Казахстанской области.
С апреля 2010 по март 2016 года - аким Сайрамского района Южно-Казахстанской области Республики Казахстан.

### Общественная деятельность
В 2016 году кандидат в депутаты Мажилиса Парламента Республики Казахстан от партии «Нұр Отан».
Депутат Мажилиса Парламента Республики Казахстан VI созыва от партии «Нұр Отан».
С марта 2016 по январь 2021 года - член Комитета по экономической реформе и региональному развитию Мажилиса Парламента Республики Казахстан.

## Награды
Награжден медалями «Қазақстан Конституциясына 10 жыл» (2005), «Қазақстан Парламентіне 10 жыл» (2006).